# Dietfurter Chinesenfasching
Der Dietfurter Chinesenfasching ist ein überregional bekanntes Faschingstreiben in Dietfurt an der Altmühl in Bayern.

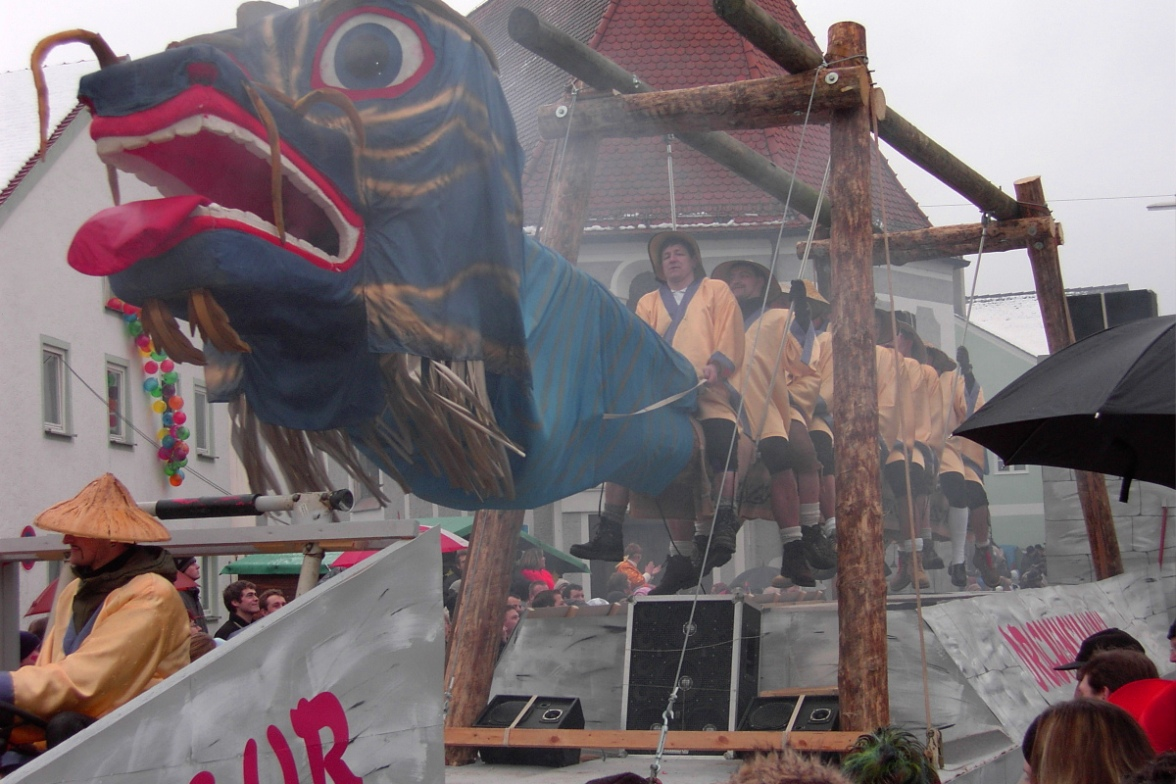
Chinesenfasching

## Ablauf

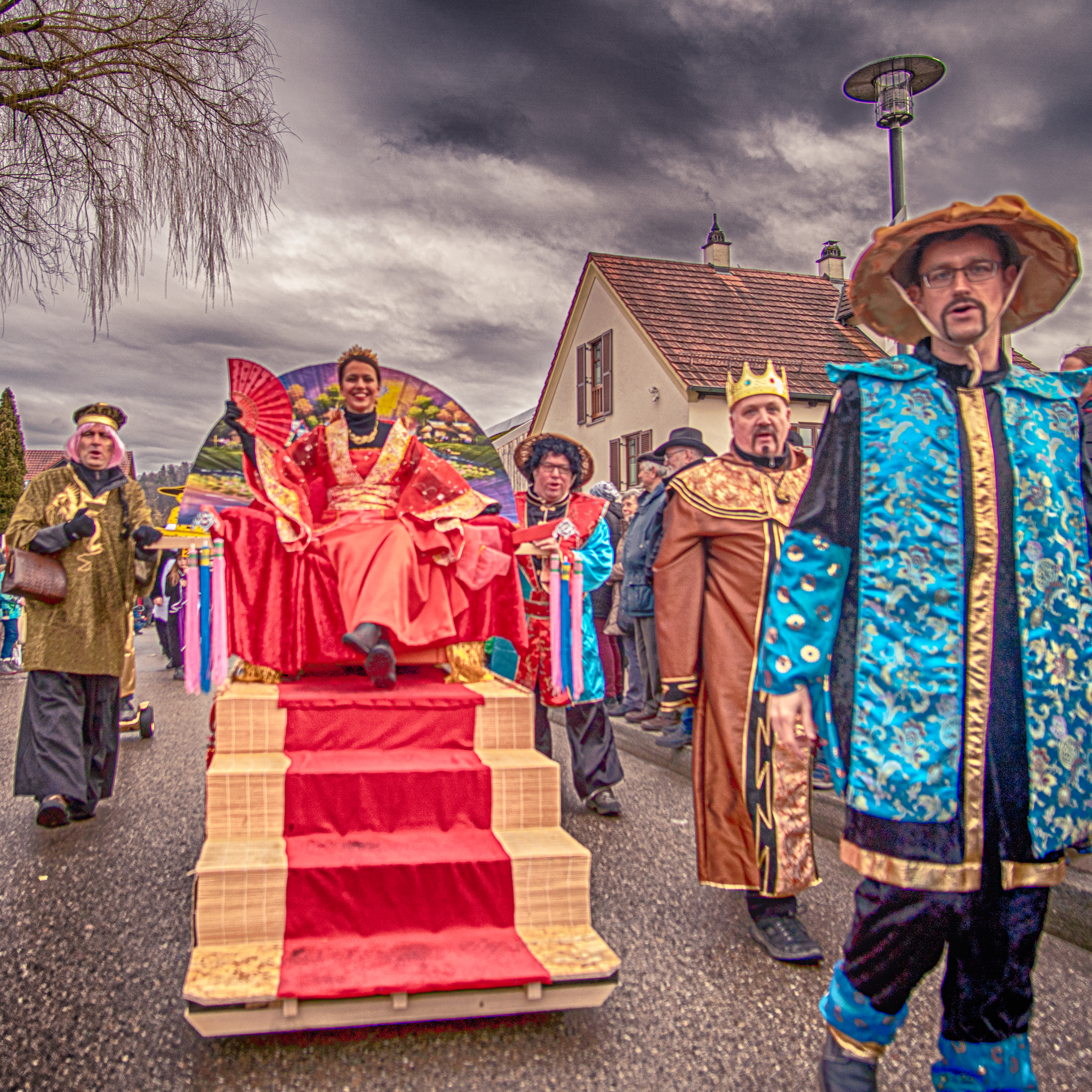
Festumzug (2020)

Immer am Unsinnigen Donnerstag verwandelt sich die Stadt in die Provinz „Bayrisch-China“. Ein Kaiser wird gekrönt, der dann bis zum Faschingsdienstag die Herrschaft über die Stadt übernimmt. Der Bürgermeister des Ortes wird zum kaiserlichen Großmandarin „degradiert“ (vgl. Rathaussturm). Seit 2021 ist Kaiser Da-Ka-Re zusammen mit Kaiserin Di-Mucki Anführer des Dietfurter Faschings.
Bereits in der Früh um 2 Uhr zieht der Weckruf (eine Gruppe von als Clowns verkleideten Musikanten) lärmend durch die Stadt, um die Bayerischen Chinesen aufzuwecken und verkünden so den Start des Dietfurter „Nationalfeiertages“.
Um „13:61 Uhr“ beginnt dann ein großer Faschingsumzug, der aus circa 50 Gruppen (Wagen, Fußgruppen, Musikkapellen) gebildet wird. Dabei geben sich viele Teilnehmende in irgendeiner Form als Mitglieder des chinesischen Hofstaates aus, so waren zum Beispiel schon die Kaiserliche Sterndeuterei, das Kaiserlich-Chinesische Dampfbad oder auch die Bayerisch-Chinesische Fußballnationalmannschaft vertreten. Höhepunkt des Umzuges ist in jedem Jahr der große Drachenwagen, der die Sänfte des Kaisers trägt. Währenddessen huldigen Bevölkerung und Zuschauer dem Kaiser mit dem Ruf Kille-Wau.
Der Umzug endet auf dem Rathausplatz, der zu Fasching Platz des himmlischen Friedens heißt. Dort beginnt dann die sogenannte Podiumsgaudi mit der Proklamation des Kaisers. Zum Teil musikalisch umrahmt, findet hier ein buntes Bühnenprogramm statt, anschließend singen Kaiser, Hofstaat und Bevölkerung gemeinsam die Dietfurter Faschingshymne. Danach wird das Faschingstreiben in den örtlichen Gaststätten und Diskotheken fortgesetzt.

## Themen
Der Chinesenfasching steht jedes Jahr unter einem bestimmten Thema, an dem sich der Umzug und auch die Podiumsgaudi orientieren. 2006 war der Kaiser unter dem Motto Tsching Tschang Tschei – Unser Kaiser sucht a Wei’ (auf standarddeutsch: Unser Kaiser sucht eine Frau) auf Brautschau, das Jahr 2007 stand ganz im Zeichen des Sportes: Bayerisch-China sportverrückt – selbst der Kaiser ist entzückt. Das Motto 2008 lautete Bayerisch China, so schön wie nie – für unsern Kaiser Ko-Houang-Di. Da 2019 der Kaiser Fu-Gao-Di seinen Rücktritt erklärte und sich bis Beginn der Faschingssaison 2021 kein Nachfolger fand, lautet das Motto 2020 Kille Wau und Tscheimitschi Tscheng - wer hod an neuen Kaiser g’seng?. 2022 fand sich ein neues Kaiserpaar und das Motto lautete: Bayrisch-China, wunderbar, feiert sein bestes Kaiserpaar.

## Ursprung und Geschichte

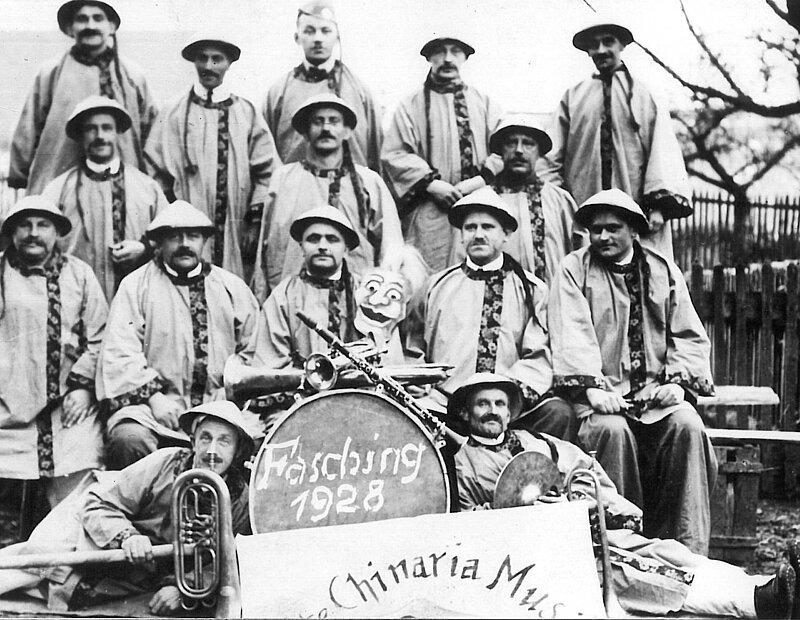
Bild aus dem Jahr 1928

Seit 1954 wird der Chinesenfasching in Dietfurt gefeiert und führt auf die für die Dietfurter teilweise im Volksmund gebräuchliche Bezeichnung „Chinesen“ zurück. Deren Ursprung ist unbekannt: Eine Legende besagt, dass die Dietfurter sich im späten Mittelalter hinter ihren Stadtmauern verschanzt hätten, als der bischöfliche Steuereintreiber aus Eichstätt kam. Dieser berichtete umgehend beim Bischof von Eichstätt, dass die Dietfurter sich hinter ihrer großen Mauer versteckten und es daher wie die Chinesen täten. In einem Kalenderblatt des Jahres 1860 werden die Dietfurter ebenfalls als Chinesen bezeichnet, in einem wissenschaftlichen Artikel im Eichstätter Pastoralblatt wird das Gebiet um Dietfurt 1869 als Chinesenviertel angegeben.
Der zum Ende der Saison 2018/2019 zurückgetretene Kaiser Fu-Gao-Di war der zehnte Kaiser in Dietfurt, vor ihm „regierten“ die Kaiser Wang-Ton, Sim-Ca-Gie, Ma-Ya-Muck, Ka-We-Son, Gu-Ze-Rull, Ma-Ya-Ki, Ma-Ler-Gie, Boo-Dah-Washy und Ko-Houang-Di. Kaiser Ka-We-Son regierte dabei sogar zusammen mit einer Kaiserin, Ria-Ria-Lin-Cia. Die Namen der Kaiser ergeben sich zumeist aus einer Anspielung auf ihr echtes Leben, vor allem auf den Namen oder den Beruf. Kaiser Ma-Ya-Muck hieß zum Beispiel mit Nachnamen Maier, Kaiser Ma-Ler-Gie war von Beruf Maler.
Der wohl bekannteste Kaiser Dietfurts war Kaiser Boo-Dah-Washy, der im echten Leben Hans Geyer hieß und ein ortsansässiger Friseur war. Aus der bayerischen Bezeichnung Boda für Friseur und der damit verbundenen Tätigkeit des (Haare-)Waschens ergab sich sein Name. Er war 25 Jahre lang, von 1975 bis zu seinem Tod 1999, der Anführer des Dietfurter Faschings. Nach seinem Tod gab es erstmals am Chinesenfasching 2000 nicht automatisch einen neuen Kaiser, stattdessen erfolgte der Umzug noch ohne diesen. Erst während der anschließenden Podiumsgaudi schlüpfte sein Nachfolger Ko-Houang-Di aus einem goldenen Ei.
Das Festival findet im Rahmen einer Kulturpartnerschaft Dietfurts mit der chinesischen Metropole Nanjing statt, wobei Delegationen chinesischer Besucher am Faschingsumzug teilnehmen und mit organisieren, um den kulturellen Austausch zu fördern. Das chinesische Generalkonsulat unterstützt den Fasching und nimmt jedes Jahr mit Vertretern teil.

## Überregionale Bekanntheit
Der Dietfurter Chinesenfasching ist einzigartig in Deutschland und eines der bekanntesten Faschingsereignisse in Bayern. Bis zu 20.000 Besucher kommen jährlich nach Dietfurt, um das Spektakel zu verfolgen. Mehrmals statteten auch Vertreter aus China Dietfurt einen Besuch ab; im Jahr 2007 war zum Beispiel der chinesische Generalkonsul aus München zu Gast.
Im März 2024 wurde der Chinesenfasching Immaterielles Kulturerbe Bayerns und ein Jahr später 2025 in das Bundesweite Verzeichnis als Regionale Fastnacht mit interkulturellem Austausch eingetragen.

## Kritik
Der Chinesenfasching wurde wiederholt für kulturelle Aneignung kritisiert und dafür, rassistisch zu sein. Insbesondere das sogenannte Yellowfacing sei eine ethnisch stereotype Darstellung von Menschen asiatischer Herkunft. Die Autorinnen des Podcasts Rice and Shine kritisierten 2019 den Dietfurter Chinesenfasching als „verletzend“ und kommentierten einen Bericht des Bayerischen Rundfunks mit den Worten:
„Und anstatt kritischer Berichterstattung liefert der BR eines der peinlichsten Videos anlässlich des ‚Dietfurter Chinesenfaschings‘: Ein Tutorial zum Yellowfacing. Die Moderatorin benutzt dabei einen ‚chinesischen Akzent‘. Zum Kostüm gehören Kimono und Essstäbchen.“
Auch 2022 kam die Yellowfacing-Kritik wieder in den Medien auf, ausgelöst durch ein Video auf dem von RTL betriebenen TikTok-Account „willkommen_zuhause“.
2025 erklärte der chinesische Generalkonsul Qiu Xuejun:

„Ich denke, wenn man diese Art von Kulturveranstaltungen stattfinden lässt, kann man die Menschen in China und Deutschland näher zusammenbringen.“